# F-15,599
F-15,599 je veoma potentan i visoko selektivan pun agonist  receptora. On pokazuje funkcionalnu selektivnost putem jake aktivacije  receptora u prefrontalnom korteksu, dok ima malo uticaja na autoreceptore u rafe jedru. Kao rezultat toga on se koristi kao preferentni postsinaptički agonist  receptora, i istražuje se kao potencijalni antidepresiv.